# David Ruffin
David Ruffin (* 18. Januar 1941 als Davis Eli Ruffin in Whynot, Mississippi; † 1. Juni 1991 in Philadelphia) war ein US-amerikanischer Soulsänger, der als eine der Leadstimmen der Temptations berühmt wurde. Seine kraftvolle Stimme wird auch heute noch von vielen Kritikern und Musikern geschätzt. So wählte ihn beispielsweise der Rolling Stone auf Platz 65 der 100 größten Sänger aller Zeiten.

## Biografie
David Ruffin hatte mit den Temptations große Erfolge wie My Girl (1965) oder Ain’t Too Proud to Beg (1966). Nach seiner Trennung von den Temptations 1968 versuchte er sich als Solist und feierte mit My Whole World Ended (The Moment You Left Me) (1969) und Walk Away from Love (1975), einer Van-McCoy-Produktion, kommerzielle Erfolge. Grundsätzlich hatte seine Solokarriere allerdings Höhen und Tiefen. Ein geplantes Album im Jahre 1971, schlicht David betitelt, wurde komplett gestrichen und erschien erst mit Jahrzehnten Verspätung in einer erweiterten Version im Jahre 2004. Nach 1977 war Ruffin nicht mehr bei Motown unter Vertrag, sondern bei Warner.
Seine langjährige Drogensucht forderte schließlich ihren Tribut und Ruffin starb 1991 mit 50 Jahren an einer Überdosis in Philadelphia, Pennsylvania. 2001 klagte seine Familie gegen NBC und Temptations-Bandleader Otis Williams: Eine TV-Mini-Serie, basierend auf den Memoiren von Williams, behauptete, dass Ruffin aus einem fahrenden Auto in eine Krankenhauseinfahrt geworfen wurde und sein Leichnam mehrere Tage als John Doe geführt wurde. Stattdessen wurde Ruffin jedoch von seinem Fahrer ins Krankenhaus gebracht und dort klar identifiziert. Ruffin wurde auf dem Woodlawn Cemetery in Detroit beigesetzt.
Ruffin genoss hohes Ansehen bei vielen seiner Kollegen. Rod Stewart nannte ihn in einem Interview den „größten Rock-Sänger aller Zeiten“. Daryl Hall, der in den 1980er Jahren mit Ruffin zusammenarbeitete, äußerte: „Er hatte diesen wunderbaren ′Schmerz′ in seiner Stimme, der Menschen auf vielen emotionalen Ebenen ansprach.“ Marvin Gaye sah dies ähnlich. Er bewunderte die Kraft in Ruffins rauer Stimme: „Sie erinnerte mich daran, dass viele Frauen beim Musikhören die Kraft eines richtigen Mannes fühlen wollen.“
Dem gegenüber stand jedoch seine Gewalttätigkeit. So wurde er gegenüber Tammi Terrell, mit der er eine Beziehung führte, des Öfteren massiv gewalttätig – u. a. soll er sie mehrmals am Kopf bzw. im Gesicht erheblich verletzt haben.

## Diskografie

### Studioalben
| Jahr | Titel Musiklabel                           | Höchstplatzierung, Gesamtwochen, AuszeichnungChartplatzierungen (Jahr, Titel, Musiklabel, Platzierungen, Wochen, Auszeichnungen, Anmerkungen) | Höchstplatzierung, Gesamtwochen, AuszeichnungChartplatzierungen (Jahr, Titel, Musiklabel, Platzierungen, Wochen, Auszeichnungen, Anmerkungen) | Anmerkungen         |
| Jahr | Titel Musiklabel                           | US | R&B | Anmerkungen         |
| ---- | ------------------------------------------ | --- | --- | ------------------- |
| 1969 | My Whole World Ended Motown                | US31 (17 Wo.)US | R&B1 (22 Wo.)R&B |                     |
| 1969 | Feelin’ Good Motown                        | US148 (7 Wo.)US | R&B9 (19 Wo.)R&B |                     |
| 1970 | I Am My Brother’s Keeper Soul              | US178 (2 Wo.)US | — | mit Jimmy Ruffin    |
| 1973 | David Ruffin Motown                        | US160 (7 Wo.)US | R&B34 (6 Wo.)R&B |                     |
| 1974 | Me ’n Rock ’n Roll Are Here to Stay Motown | — | R&B37 (7 Wo.)R&B |                     |
| 1975 | Who I Am Motown                            | US31 (27 Wo.)US | R&B5 (23 Wo.)R&B |                     |
| 1976 | Everything’s Coming Up Love Motown         | US51 (12 Wo.)US | R&B16 (12 Wo.)R&B |                     |
| 1977 | In My Stride Motown                        | — | R&B36 (8 Wo.)R&B |                     |
| 1979 | So Soon We Change Warner                   | — | R&B19 (14 Wo.)R&B |                     |
| 1980 | Gentleman Ruffin Warner                    | — | R&B66 (3 Wo.)R&B |                     |
| 1988 | Ruffin & Kendricks RCA                     | — | R&B60 (5 Wo.)R&B | mit Eddie Kendricks |

Weitere Studioalben
- 2004: David (Motown/Hip-O, bis dahin unveröffentlichtes Album von 1971)

### Livealben
| Jahr | Titel Musiklabel       | Höchstplatzierung, Gesamtwochen, AuszeichnungChartplatzierungen (Jahr, Titel, Musiklabel, Platzierungen, Wochen, Auszeichnungen, Anmerkungen) | Höchstplatzierung, Gesamtwochen, AuszeichnungChartplatzierungen (Jahr, Titel, Musiklabel, Platzierungen, Wochen, Auszeichnungen, Anmerkungen) | Anmerkungen                       |
| Jahr | Titel Musiklabel       | US | R&B | Anmerkungen                       |
| ---- | ---------------------- | --- | --- | --------------------------------- |
| 1985 | Live At The Apollo RCA | US21 (18 Wo.)US | R&B41 (12 Wo.)R&B | mit Hall & Oates & Eddie Kendrick |

### Kompilationen
- 1978: At His Best (Motown)
- 1998: The Ultimate Collection
- 2002: The Essential Collection
- 2005: The Great David Ruffin: The Motown Solo Albums, Vol. 1
- 2006: The Great David Ruffin: The Motown Solo Albums, Vol. 2

### Singles
| Jahr | Titel Album                                                        | Höchstplatzierung, Gesamtwochen, AuszeichnungChartplatzierungen (Jahr, Titel, Album, Platzierungen, Wochen, Auszeichnungen, Anmerkungen) | Höchstplatzierung, Gesamtwochen, AuszeichnungChartplatzierungen (Jahr, Titel, Album, Platzierungen, Wochen, Auszeichnungen, Anmerkungen) | Höchstplatzierung, Gesamtwochen, AuszeichnungChartplatzierungen (Jahr, Titel, Album, Platzierungen, Wochen, Auszeichnungen, Anmerkungen) | Anmerkungen         |
| Jahr | Titel Album                                                        | UK | US | R&B | Anmerkungen         |
| ---- | ------------------------------------------------------------------ | --- | --- | --- | ------------------- |
| 1969 | My Whole World Ended (The Moment You Left Me) My Whole World Ended | — | US9 (10 Wo.)US | R&B2 (11 Wo.)R&B |                     |
| 1969 | I Lost Everything I’ve Ever Loved My Whole World Ended             | — | US58 (5 Wo.)US | R&B11 (8 Wo.)R&B |                     |
| 1969 | I’m So Glad I Fell for You Feelin’ Good                            | — | US53 (7 Wo.)US | R&B18 (7 Wo.)R&B |                     |
| 1970 | Stand By Me I Am My Brother’s Keeper                               | — | US61 (7 Wo.)US | R&B24 (7 Wo.)R&B | mit Jimmy Ruffin    |
| 1973 | Common Man David Ruffin                                            | — | — | R&B84 (3 Wo.)R&B |                     |
| 1975 | Walk Away From Love Who I Am                                       | UK10 (8 Wo.)UK | US9 (15 Wo.)US | R&B1 (17 Wo.)R&B |                     |
| 1976 | Heavy Love Who I Am                                                | — | US47 (7 Wo.)US | R&B8 (13 Wo.)R&B |                     |
| 1976 | Everything’s Coming Up Love                                        | — | US49 (9 Wo.)US | R&B8 (14 Wo.)R&B |                     |
| 1976 | On and Off Everything’s Coming Up Love                             | — | — | R&B48 (8 Wo.)R&B |                     |
| 1977 | Just Let Me Hold You For A Night In My Stride                      | — | — | R&B18 (16 Wo.)R&B |                     |
| 1977 | You’re My Piece of Mind In My Stride                               | — | — | R&B71 (5 Wo.)R&B |                     |
| 1979 | Break My Heart So Soon We Change                                   | — | — | R&B9 (17 Wo.)R&B |                     |
| 1979 | I Get Excited So Soon We Change                                    | — | — | R&B79 (6 Wo.)R&B |                     |
| 1980 | Slow Dance Gentleman Ruffin                                        | — | — | R&B63 (8 Wo.)R&B |                     |
| 1987 | I Couldn’t Believe It Ruffin & Kendricks                           | UK85 (1 Wo.)UK | — | R&B14 (16 Wo.)R&B | mit Eddie Kendricks |
| 1988 | One More For The Lonely Hearts Club Ruffin & Kendricks             | — | — | R&B43 (10 Wo.)R&B | mit Eddie Kendricks |

Weitere Singles
- 1970: Each Day is a Lifetime
- 1971: You Can Come Right Back to Me
- 1972: Little More Trust
- 1973: Blood Donors Needed (Give All You Can)
- 1974: Me ’n Rock ’n Roll (Are Here to Stay)
- 1975: Superstar (Remember How You Got Where You Are)
- 1977: I Can’t Stop the Rain
- 1991: Hurt the One You Love